# Chrysophyllum ogowense
Chrysophyllum ogowense là một loài thực vật có hoa trong họ Hồng xiêm. Loài này được A.Chev. mô tả khoa học đầu tiên năm 1917.